# Elizabeth (Nyugat-Virginia)
Elizabeth település az Amerikai Egyesült Államok Nyugat-Virginia államában, Wirt megyében, melynek megyeszékhelye is. Lakosainak száma 724 fő (2020. április 1.).

## Népesség
A település népességének változása:

| 2010 | 823 |
| 2020 | 724 |